# Neivamyia travassosi
Neivamyia travassosi är en tvåvingeart som beskrevs av Souza Lopes och Mangabeira 1938. Neivamyia travassosi ingår i släktet Neivamyia och familjen husflugor. Inga underarter finns listade i Catalogue of Life.